# Pietroasa Mică, Buzău
Pietroasa Mică (în trecut, Ochiu Boului) este un sat în comuna Pietroasele din județul Buzău, Muntenia, România. Localitatea se află în partea nordică a comunei, fiind așezată la cea mai mare altitudine dintre satele comunei, pe dealul Istrița.
În zona localității, în punctul numit Gruiu Dării s-au descoperit urmele unei așezări dacice, despre care la începutul secolului al XX-lea se credea că ar fi cetatea Comidava.